# 福建市舶提举司
福建市舶提舉司，簡稱福建市舶司，位於福建等處承宣布政使司福州府澳橋（今福州市鼓樓區五四路），是明朝的海關管理機構。據《福建市舶提舉司志》記載：「國初市舶置司於泉州後改於省城司署在布政司西南烏石山北，乃舊都指揮王勝宅第改建」。即今福州市烏石山北，東起澳門路，西至道山路水玉巷，北起玉山澗巷，南抵營房里。大明成化十年（1474年），福建市舶提舉司提舉武全在福州府澳橋購買土地，福建市舶提舉司正式從泉州府遷址至福州府。

## 沿革
明成化十年（1474年），福建市舶提舉司提舉武全在福州府澳橋購買土地，福建市舶提舉司正式從泉州府遷址至福州府，並廢止泉州府的來遠驛。泉州的福建市舶提舉司從北宋到明初，歷時380餘年的使命至此結束。地理、人文、政治、經濟等諸多因素促成福建市舶提舉司遷到福州，福州自此專司對琉球國貿易事宜，標誌着福州港取代了泉州港「朝貢貿易」的地位。大明弘治十五年（1502年），市舶府太監劉廣來專門督舶，因福建市舶提舉司衙署已經破敗，故籌措資金重建。舊時修好的福建市舶提舉司衙署共有屋七十多間，於大明弘治十五年九月十五日動工，十二月竣工。提舉司提舉武全交代副提舉杭濟刻碑記錄重修福建市舶提舉司衙署的事。直到大明萬曆八年（1580年），撤銷了全國所有的市舶提舉司機構。